# Centre europeu Dolibois de la Universitat de Miami
El Centre europeu Dolibois de la Universitat de Miami, abreviado a MUDEC, abreujat MUDEC, és un campus estranger de la Universitat de Miami, situat a Differdange, al sud-oest de Luxemburg. Entre 125 i 130 estudiants per semestre fan estudis a la MUDEC, procedents de Miami i d'altres universitats dels Estats Units.
El centre porta el nom de John Ernest Dolibois, un luxemburguès natiu de Bonnevoie, barri de la ciutat de Luxemburg. Graduat de la Universitat de Miami, més tard el seu vicepresident, i ambaixador dels Estats Units a Luxemburg de 1981 a 1985. El centre, fundat el 1968, està situat al Castell de Differdange.